# Scuola nuova di Santa Maria della Misericordia
La Scuola nuova di Santa Maria della Misericordia fu la seconda sede della Scuola Grande di Santa Maria della Misericordia, una scuola (confraternita) di Battuti di Venezia attiva dal 1308 al 1806.

## Storia
Il progetto di questo imponente edificio, rimasto incompiuto, viene generalmente attribuito a Jacopo Sansovino (che potrebbe invece avere ricevuto l'incarico di proseguire un lavoro già impostato da altri). L'architetto vi lavora dal 1534, ed i lavori proseguono fino al 1583, quando interviene ad inaugurarla il doge Nicolò Da Ponte.
La Scuola Vecchia della Misericordia viene dichiarata inagibile nel 1498 e si delibera quindi di costruire una Scuola Nuova su un sito all'epoca occupato dall'ospedale del complesso e dalle case contigue. I primi modelli per un possibile edificio sono presentati nel marzo del 1504 da Alessandro Leopardi e Sebastiano Mariani da Lugano, due confratelli. I lavori per le fondazioni vengono iniziati nell'inverno del 1508, sebbene vengano interrotti presto a causa dello scoppio della Guerra della Lega di Cambrai. Non solo il sopraggiungere del conflitto ostacola i lavori, ma anche lo spostamento delle case dei poveri nel luogo dove era previsto che sorgesse la Scuola Nuova. Questi urgenti interventi vengono firmati da Pietro Lombardo (che nel 1509 viene assunto come proto) e dal figlio Tullio. Le fondazioni sarebbero quindi presansoviniane, realizzate con il consueto schema basilicale tripartito delle Scuole Veneziane. In seguito alle guerre, si erano accumulati dei fondi per la costruzione della nuova fabbrica, per cui, nel 1531, anno in cui Marc'Antonio Pasetto è Guardian Grande, viene chiamato alla Misericordia Jacopo Sansovino per esprimere un parere sul progetto di Alessandro Leopardi. I lavori versano in una situazione di stallo, perciò Pasetto insieme ai Deputati decide di commissionare dei modelli a Jacopo Sansovino, Pietro Vido, Zuan Maria Falconetto e Guglielmo dei Grigi. La scelta del progetto cade su Sansovino che si guadagna così la nomina di proto. Questo è il primo progetto nella città di Venezia interamente ideato da lui.
Nel 1532 i lavori vengono iniziati, anche se non è stato ancora approvato ufficialmente il progetto, e Sansovino è il direttore dei lavori. Nel 1533 viene firmato il contratto per la costruzione di un ponte e le modifiche alle fondazioni ad archi (ispirate probabilmente a Leon Battista Alberti). Il progetto viene presentato e approvato definitivamente, ad eccezione dello scalone, nel 1535. Sansovino propone la costruzione di uno scalone sopra al ponte dietro la Scuola e questo mette in crisi i governatori della Misericordia. La costruzione dell'albergo e del ponte sopra al rio risulta difficile anche dal punto di vista tecnico ed economico (visto che parte dei fondi era stata destinata alla guerra contro i Turchi e per i casi di corruzione nella gestione degli stessi). Nel 1536 si registra anche un tentativo da parte della Misericordia di acquistare le case di proprietà di Gasparo Contarini per dare più luce alla fabbrica e per esporre alla vista anche l'ultimo dei quattro prospetti.
Nel 1544, il Guardian Grande della Scuola è Francesco Felletto, che, in seguito al periodo di detenzione scontato da Sansovino, decide di commissionare a lui e altri tre maestri un progetto per lo scalone che ancora non trovava una soluzione. La soluzione del ponte attuale si pensa sia quella proposta nel 1535, in quanto le nuove tecniche utilizzate nelle fondazioni aggiunsero prestigio alla sua carriera.
I fondi, però, scarseggiano e dell'avanzamento dei lavori tra il 1544 e il 1567 non si conosce molto se non il susseguirsi di periodi di precarietà, tanto che nel 1570, anno della morte di Sansovino, le condizioni economiche in cui versa sono così drammatiche che viene fatta una fusione con la Scuola di San Cristoforo dei Mercanti, annessione già ipotizzata nel 1556. La Scuola di San Cristoforo manca di un Albergo e, per le riunioni della Banca della Misericordia, si chiede quindi al Priore e ai canonici della Madonna dell'Orto la concessione di un terreno retrostante per costruirvi l'Albergo annesso, che viene concluso nel 1573. La fusione della Misericordia con la Scuola di San Cristoforo introduce anche Andrea Palladio, consultato da Giorgio Saler, il quale è uno dei procuratori del nuovo edificio. Il ruolo di Palladio nel progetto della Misericordia sta nella produzione di un disegno per la facciata dell'edificio, che però non venne mai realizzata.

Nel 1576 ci sono segni di ripresa dei lavori, ma l'edificio rimane ancora senza tetto e senza scalone. Risulta completata solamente la sala terrena, anche se con un tetto provvisorio. Nel 1578 la Banca lamenta che l'edificio sia incompleto e quattro anni dopo vengono stanziati dei fondi per l'acquisto delle travi per il tetto e delle tele per un soffitto provvisorio e, negli anni seguenti, si cerca di raccogliere quanti più fondi possibili per completare l'edificio. Lo scalone rimane ancora incompleto, ma nel 1582, anno della visita del doge, è presente una scala provvisoria, probabilmente in legno. Nel 1587 si giunge ad un accordo sul progetto da seguire, quello presentato da Francesco Smeraldi detto "Fracao", e comincia così, nel 1588, la costruzione della scala.  Si presenta ancora un problema di fondi anche durante la costruzione dello scalone, ma, in seguito all'elezione di Fracao e di suo figlio come proti, si riesce a dare un impulso alla conclusione dei lavori. I lavori per la costruzione definitiva in pietra dello scalone vengono riavviati nel 1595, però l'appalto per la messa in opera della prima rampa viene approvato solo nel 1604. La scuola Nuova risulta utilizzabile dal 1582, anche se con lo scalone ancora in costruzione.

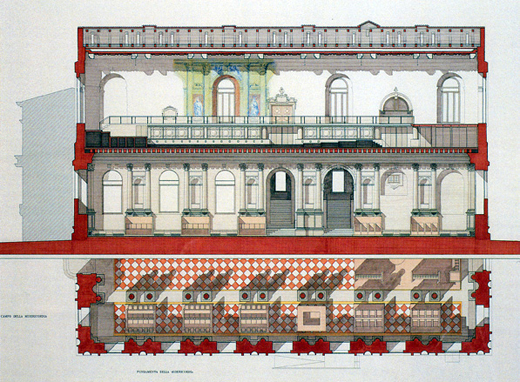
sezione e pianta
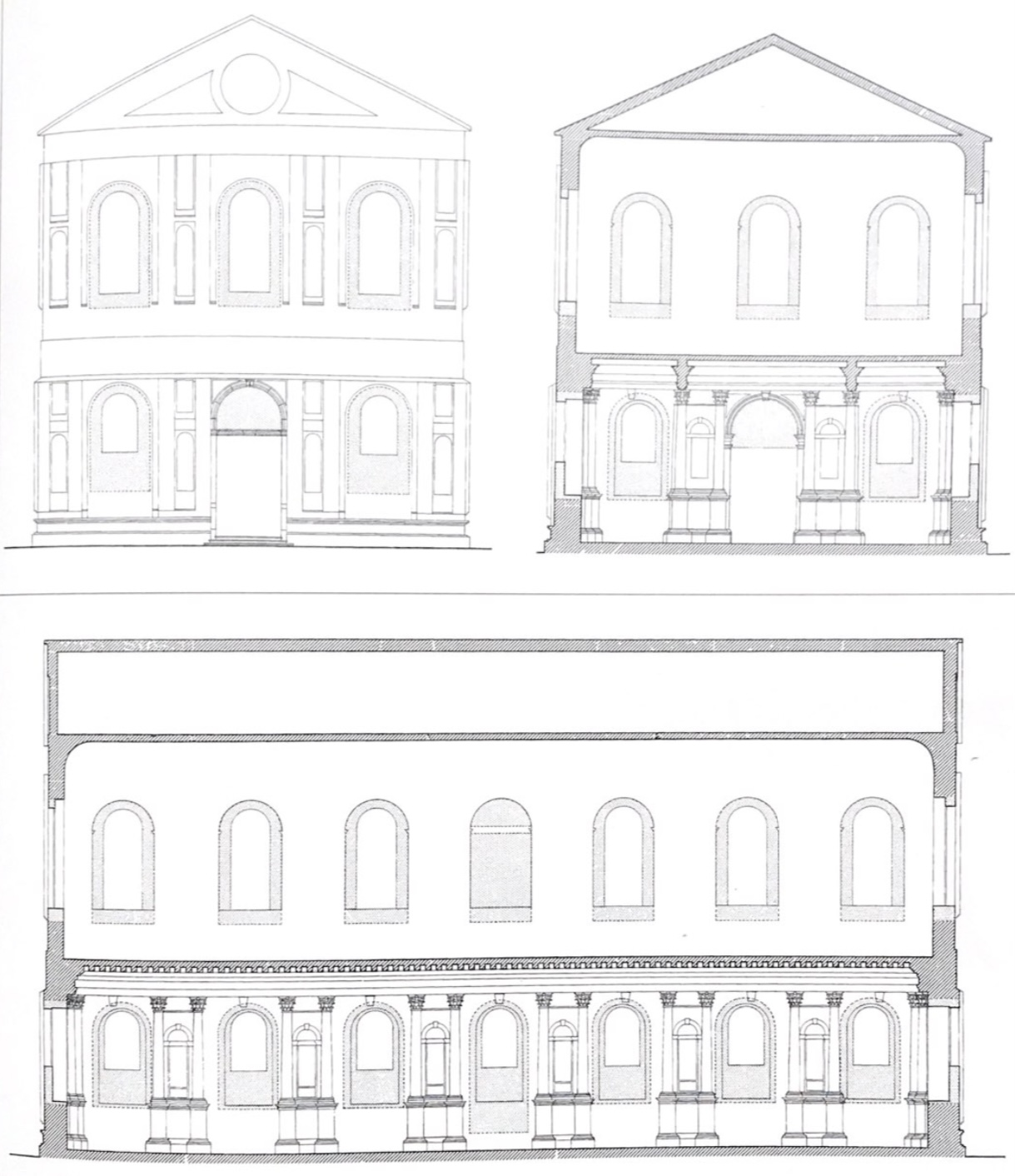
pianta sezione e prospetto frontale
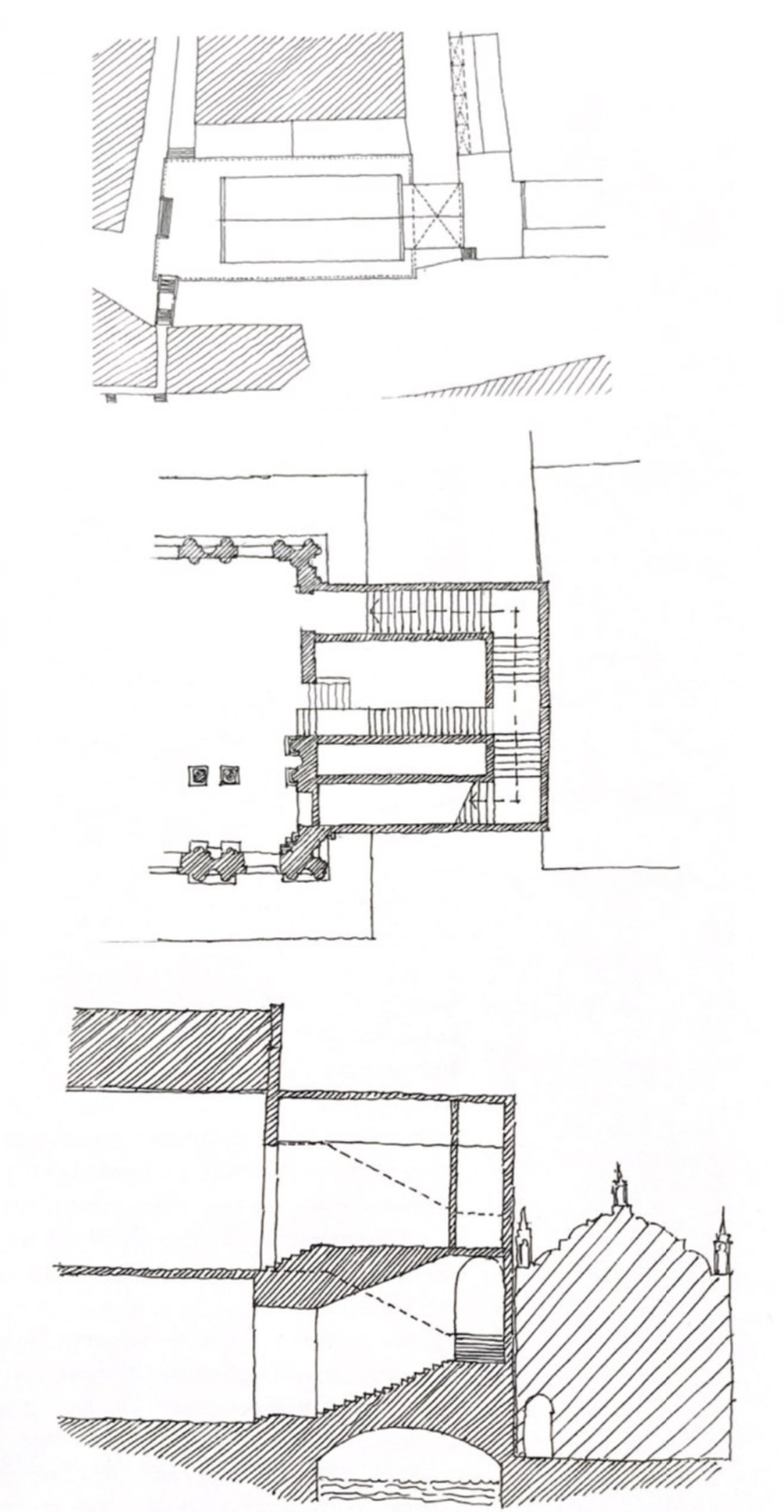
proposta per lo scalone estreno

### Nuovo uso pubblico come palestra della Reyer Venezia
Dopo essere stata, alla fine dell'800, la sede della Camera del Lavoro, dal 1921 inizia un rapporto tra la Scuola Grande della Misericordia e le attività sportive, che si legano ad essa tanto da farla diventare il tempio dello sport veneziano. Assume il nome di "Reyer alla Misericordia" quando la società di ginnastica Costantino Reyer occupa lo spazio della Sala superiore. Proprio in questo momento vengono realizzati dei primi interventi di restauro e miglioramento delle condizioni igieniche dei locali dell'edificio, che si trova in uno stato precario. Il pavimento è infatti in via di rifacimento e le pareti affrescate sono caratterizzate da un notevole degrado. Comincia così un conflitto, che definirà la storia più recente dell'edificio, tra le trasformazioni ed usi impropri dello stesso e i tentativi di valorizzare nuovamente il grande monumento di Sansovino. Poco dopo, nel 1929, il Comune decide di rioccupare il piano terra, trasformandolo in archivio, manifestando così la contrarietà del Ministero dell'utilizzo inopportuno come palestra. Rimane il problema della conservazione della fabbrica e struttura monumentale, contemporaneo alle esigenze di modernizzazione per poter garantire le attività della squadra di pallacanestro, intervenendo inevitabilmente sulla sua identità storico-culturale. Per la pressione dell'opinione pubblica, il comune viene indotto a realizzare una serie di interventi secondo un progetto del '48. Questi si rivelano molto invasivi e portano al danneggiamento di affreschi e decorazioni nelle sale, ma permettono di realizzare nel 1977 un moderno Palazzetto dello Sport, riaccendendo quel conflitto di conservazione-innovazione. L'edificio, ormai vicino al collasso e non sicuro, dopo un'interpellanza parlamentare per l' "illegale destinazione di funzioni della Scuola Grande" viene preso in mano dalla Soprintendenza, che realizza semplici manutenzioni permettendo ancora un suo utilizzo di tipo sportivo. Viene chiuso nel 1989 dal Comune, che avvia progetti per il restauro e nuovo utilizzo.

### Progetto di recupero dell'Auditorium e Centro multimediale
Il nuovo utilizzo viene individuato tramite il progetto, poi mai realizzato, che avrebbe dato una nuova vita all'edificio, tornando ad essere un fulcro importante della cultura di una Venezia tecnologica, valorizzandolo e sfruttando le enormi dimensioni della "basilica" sansoviniana, seconde solo al Palazzo Ducale. Era prevista la realizzazione di postazioni di ascolto e visione di eventi musicali (del CIAM) al piano terra e la sala Auditorium al primo piano, che avrebbe potuto contenere più di 800 persone e ospitare concerti, conferenze, spettacoli, convegni e proiezioni. La sala sarebbe potuta essere configurata diversamente in base all'evento e presentava un pavimento flottante inclinato e un palcoscenico. Questo sarebbe stato possibile realizzando una "scatola architettonica", che non avrebbe alterato l'edificio esistente, con pavimenti sopraelevati e corpi laterali, conservando la sua monumentalità attraverso questa tridimensionalità contrapposta alla bidimensionalità degli affreschi. Anche il controsoffitto doveva riprendere il disegno a cassettoni dell'architettura dipinta e al piano terra viene ripristinato il pavimento in marmo a quadroni bianchi e rossi. Lo scalone seicentesco viene riconfigurato con un'unica rampa centrale in pietra, ma viene accompagnato da un secondo scalone, necessario per questioni di sicurezza, che permette di aggiungere importanza a questo passaggio tra sale (proprio come doveva essere un tempo: dallo spazio pubblico e laico a quello privato e sacro). Interventi ulteriori riguardano la sala dell'Albergo, dove viene realizzato un ampio pozzo ottagonale e la scala di sicurezza esterna nel cortile vicino.

### Restauri dagli anni novanta del Novecento
Dopo diverse indagini preliminari e di dettaglio negli anni novanta del Novecento, iniziano una serie di interventi di adeguamento strutturale, indirizzati alle principali problematiche individuate. Il complesso della Scuola Grande della Misericordia presenta infatti evidenti perdite di verticalità dei muri e delle colonne interne, dissesti strutturali (rotture, fessurazioni, distacchi di intonaco e pietre) dovuti soprattutto a cedimenti delle fondazioni, in particolare nello spigolo di confluenza dei due canali (della Sensa e di Noale) e degrado del legno, come nei solai. Si rese necessario quindi realizzare una paratia di contenimento lungo le fondazioni più a rischio, adottando anche la soluzione a micropali accostati; il sollevamento e riposizionamento delle colonne; il rinforzo del solaio tramite una soletta in calcestruzzo e connettori in metallo. Seguono poi operazioni di ripristino funzionale con strutture nuove o sostitutive di altre esistenti non più adatte alle esigenze o danneggiate (ricostituzione della tessitura muraria, nuove capriate e strutture di sostegno degli scaloni).
Questo lungo processo portato avanti prima dall'Amministrazione Pubblica e oggi dalla collaborazione tra il Comune di Venezia e la Società SMV(Project Financing) si è concluso nel 2016, permettendo alla Scuola Grande della Misericordia di ritornare ad essere un importante polo della città di Venezia di incontro tra le varie forme d'arte, di scambio ed aggregazione. L’edificio ospita mostre, eventi, meeting modificando le proprie forme e sfruttando tutte le nuove tecnologie introdotte.

## Descrizione

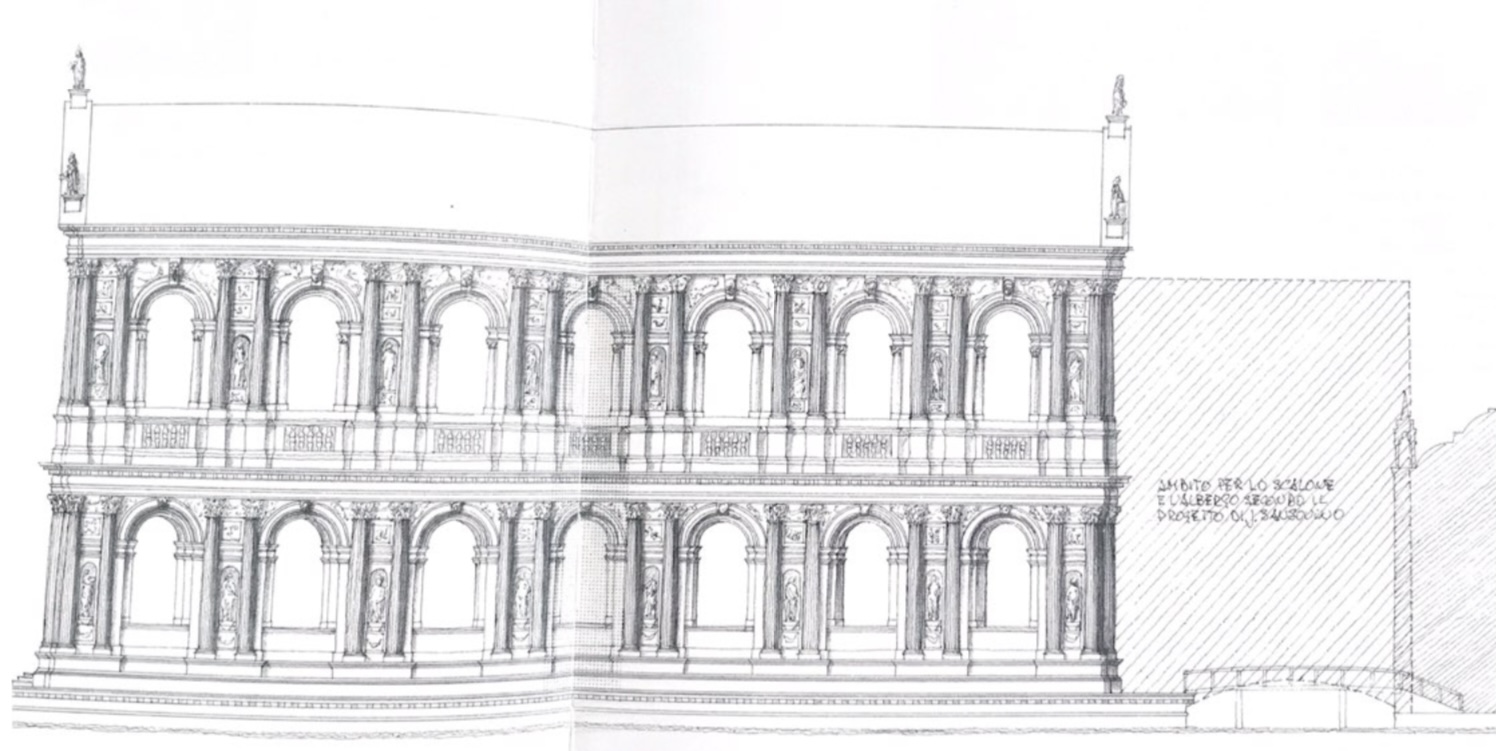
Facciata esterna

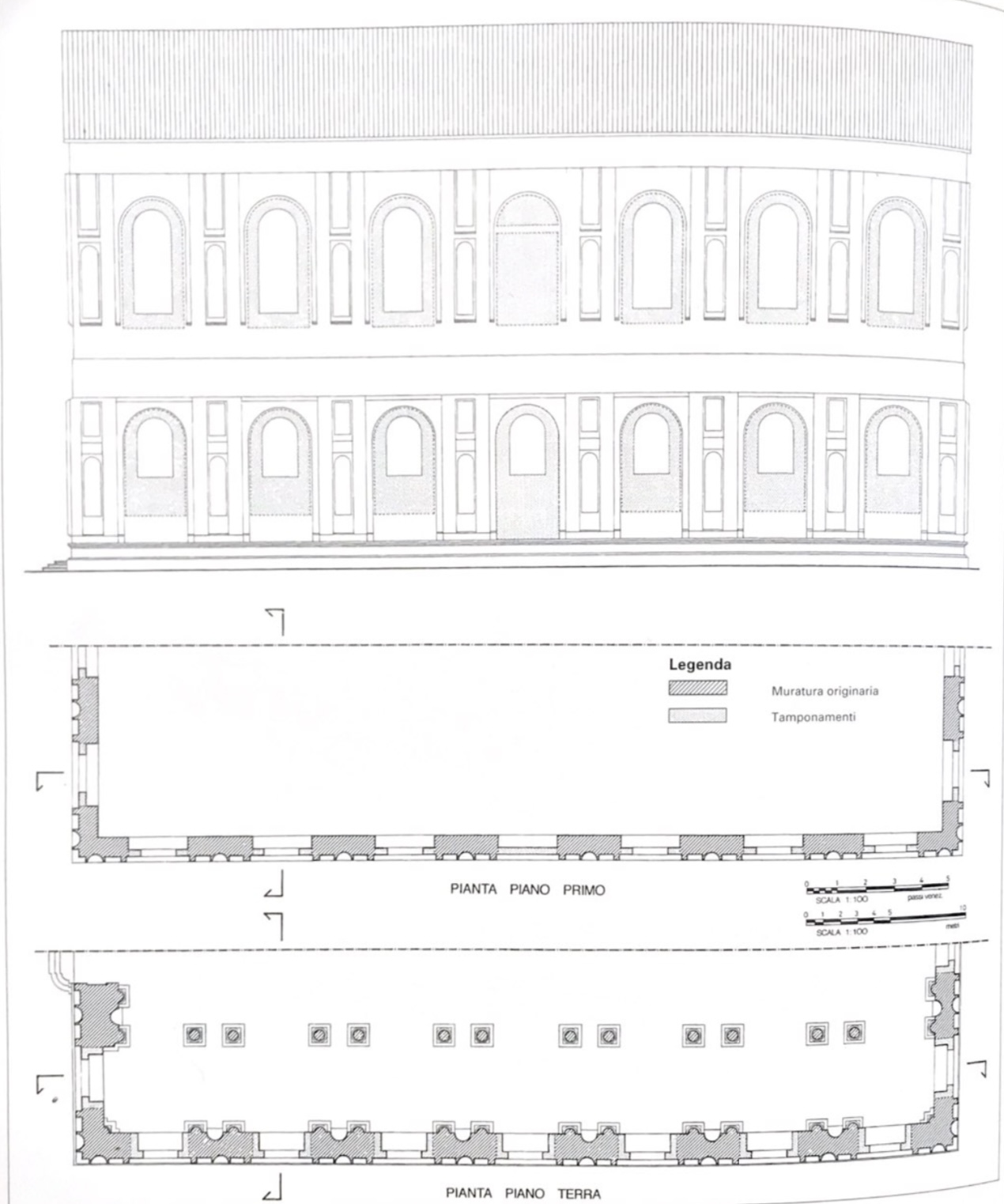
Prospetto

### Esterno
L'intero progetto è articolato sia all'interno che all'esterno dal tema delle coppie di colonne, presenti al piano superiore e al pianterreno; l'edificio, anche nella sua forma incompleta, si caratterizza per la sua trasparenza, che è uno dei principi seguiti con maggior coerenza dall'architetto toscano. La posizione della prima divisione orizzontale dell'interno coincide con il livello voluto per la prima cornice all'esterno, invece la collocazione delle campate interne è riflessa dall'ordine di colonne binate poste all'esterno. Essendo visibile da una grande distanza, sia dalla terra che dall'acqua e dai fianchi nord, sud ed est, l'edificio doveva esprimere un'identità coerente su tutti e tre i lati. Di conseguenza, il ruolo del rivestimento fu soprattutto di contenere e individualizzare lo spazio esterno, che doveva essere imponente. 
Il progetto iniziale prevedeva una volta in pietra nella sala al piano terra, tuttavia sono emersi dei problemi riguardanti la sua collocazione all'interno di un sistema di ordini architettonici; in effetti, la volta non poteva essere contenuta dietro la trabeazione. Come evidenziato nei disegni palladiani della facciata, si sarebbe potuto considerare l'inserimento di lunette sulle architravi delle finestre del piano nobile. Queste lunette avrebbero consentito l'utilizzo di finestre cieche in muratura o munite di imposte ai lati dell'edificio, allo scopo di mascherare l'imposta della volta e, nel contempo, svolgere un ruolo di rinforzo per limitare la spinta verso l'esterno della struttura. In seguito ad una revisione nel 1544 in cui la volta veniva omessa, tali finestre avrebbero potuto essere realizzate come aperture ad arco a tutto sesto, come emerge nella costruzione stessa. In ogni caso, una volta semicircolare si sarebbe rivelata troppo alta per essere contenuta al di sotto del timpano, pur levandosi dalla base degli architravi delle finestre. Sul lato lungo del piano nobile sono collocate sette grandi finestre, con la finestra centrale differenziata, dotate di un ampio spazio al di sopra degli archi. Al contrario, le finestre dell'ordine inferiore arrivano quasi fino alla cornice e presentano dei davanzali posizionati molto più in alto, nel tentativo di riprodurre un effetto di luce che sembri provenire dalle finestre elevate di una navata di una chiesa. Per quanto concerne gli ordini, è probabile che Sansovino avesse intenzione di utilizzare due ordini corinzi sovrapposti, come si evince dalla versione iniziale del 1531 (caratterizzata da colonne a tutto tondo) e nella successiva revisione del progetto del 1535, in cui furono adottate semicolonne. La consapevolezza delle connotazioni femminili associate all'ordine corinzio è affiancata da ulteriori caratteristiche che richiamano le linee guida di Vitruvio, le quali suggeriscono che Sansovino considerò questa commissione come un'opportunità di ricreare l'eleganza delle antiche basiliche romane. 
Inizialmente, si voleva rivestire la struttura interamente in pietra d'Istria, in quanto Sansovino desiderava sfruttare a pieno la spazialità e gli effetti pittorici generati dalla luce brillante che giocava sul bianco della pietra. La Misericordia, però, non avrebbe mai potuto disporre di fondi necessari a completare l'esterno, pertanto l'aspirazione di Sansovino non venne realizzata.

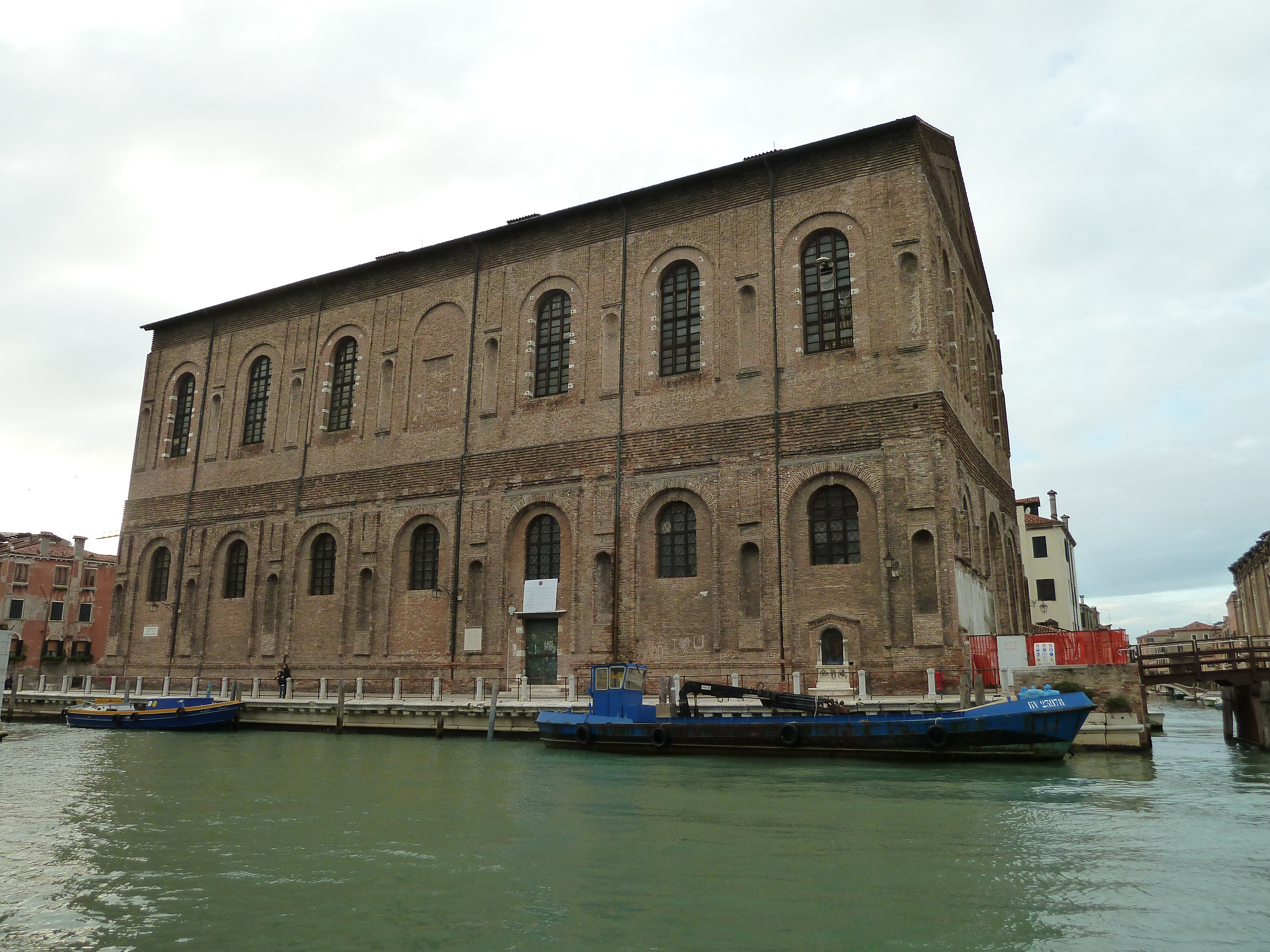
Prospetto laterale
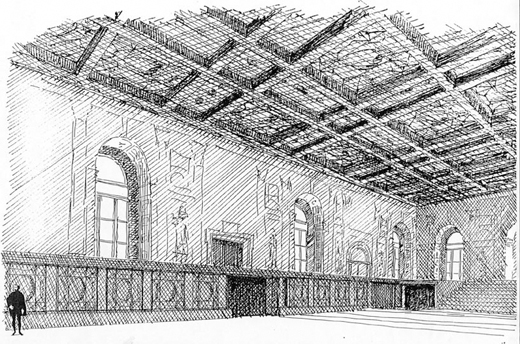
Incisione sala primo piano
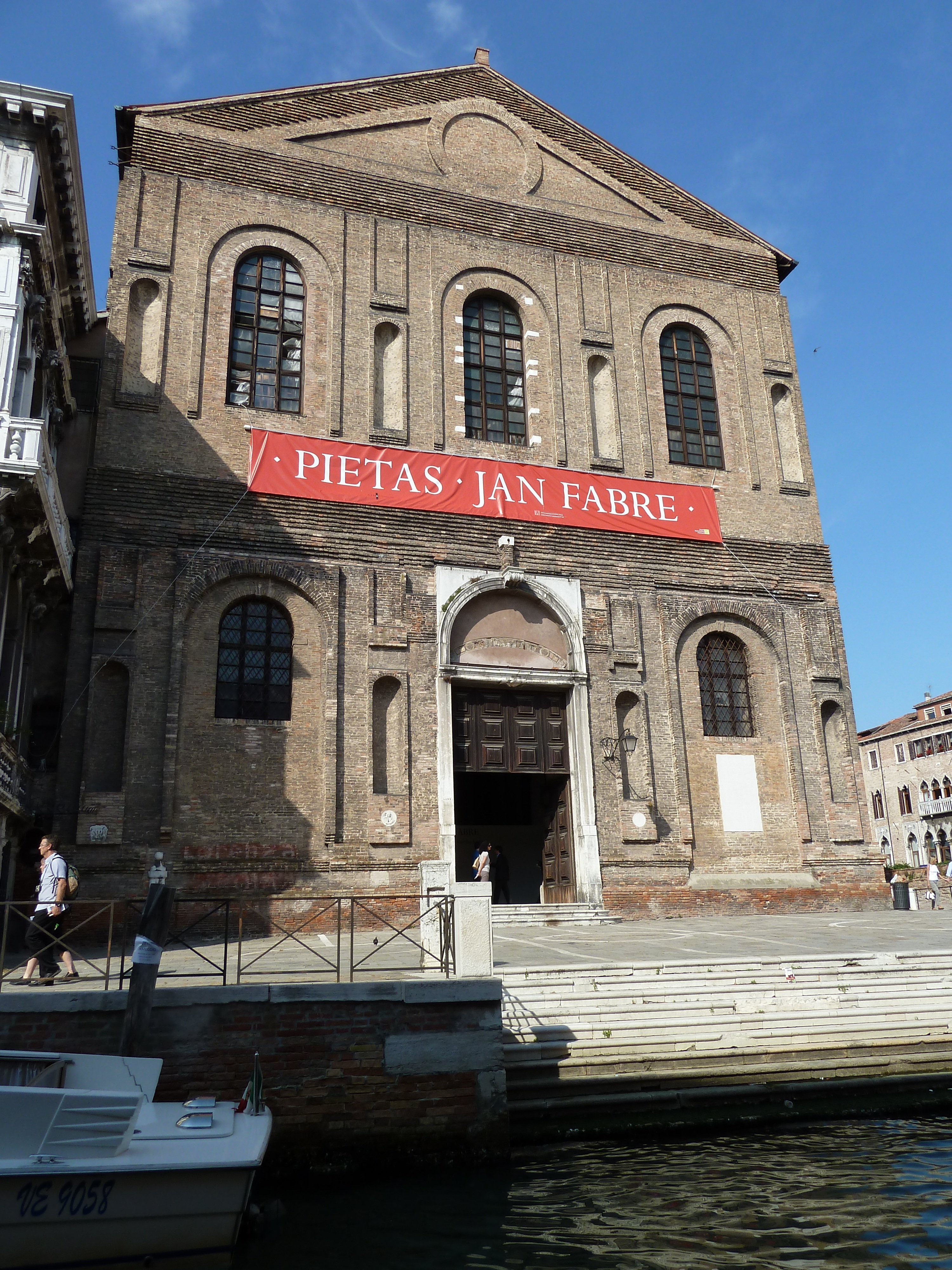
Prospetto frontale
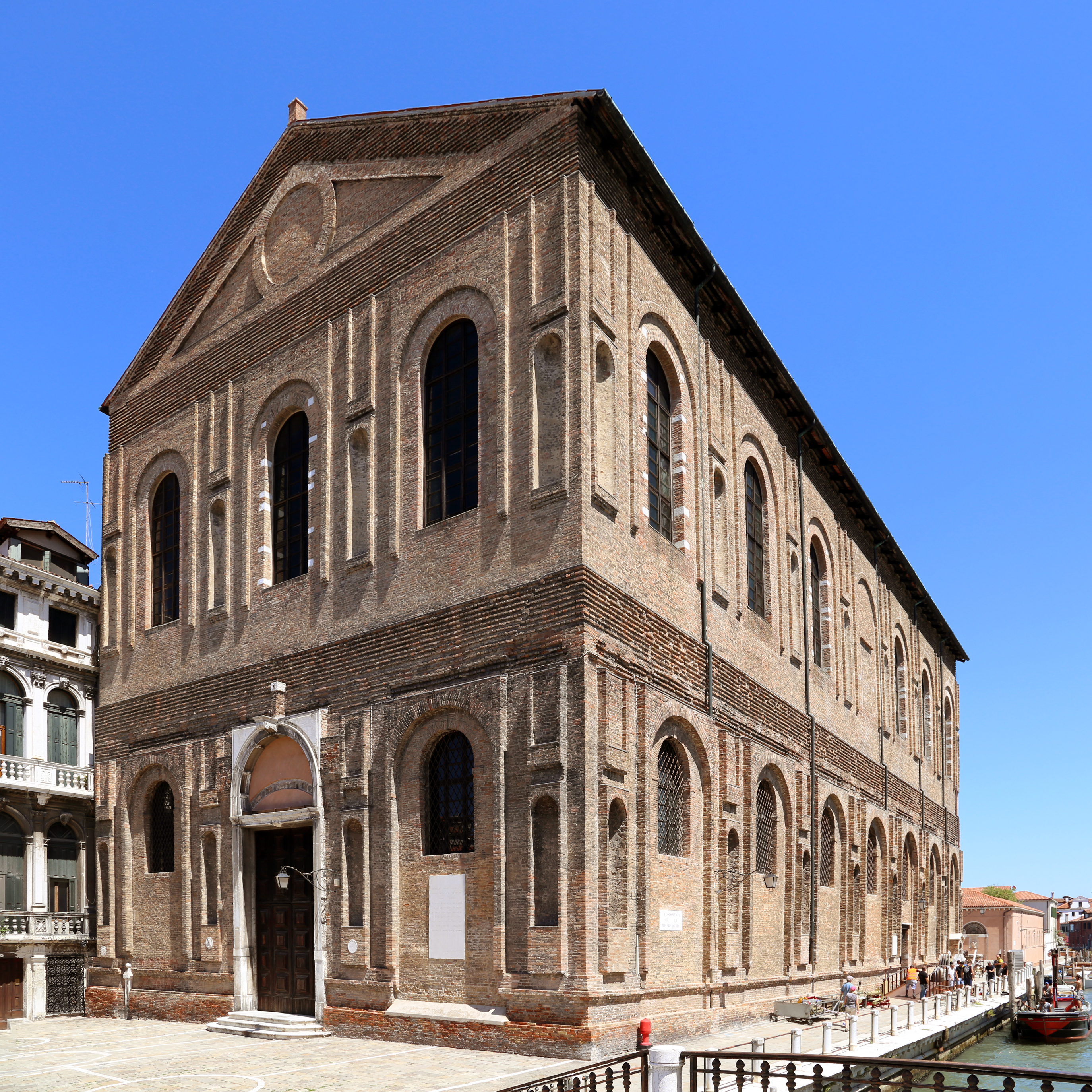
Vista laterale

### Interno
Le sale interne sono decorate da un ritmo binario di colonne corinzie proiettato lungo le murature perimetrali. In particolare, le pareti della sala dell'Albergo hanno ricevuto, a partire dal 1627, una serie di dipinti attribuiti a Domenico Tintoretto; la sala al pianterreno si caratterizza, invece, per la presenza di nicchie da cui sporgono delle statue raffiguranti dodici profeti.

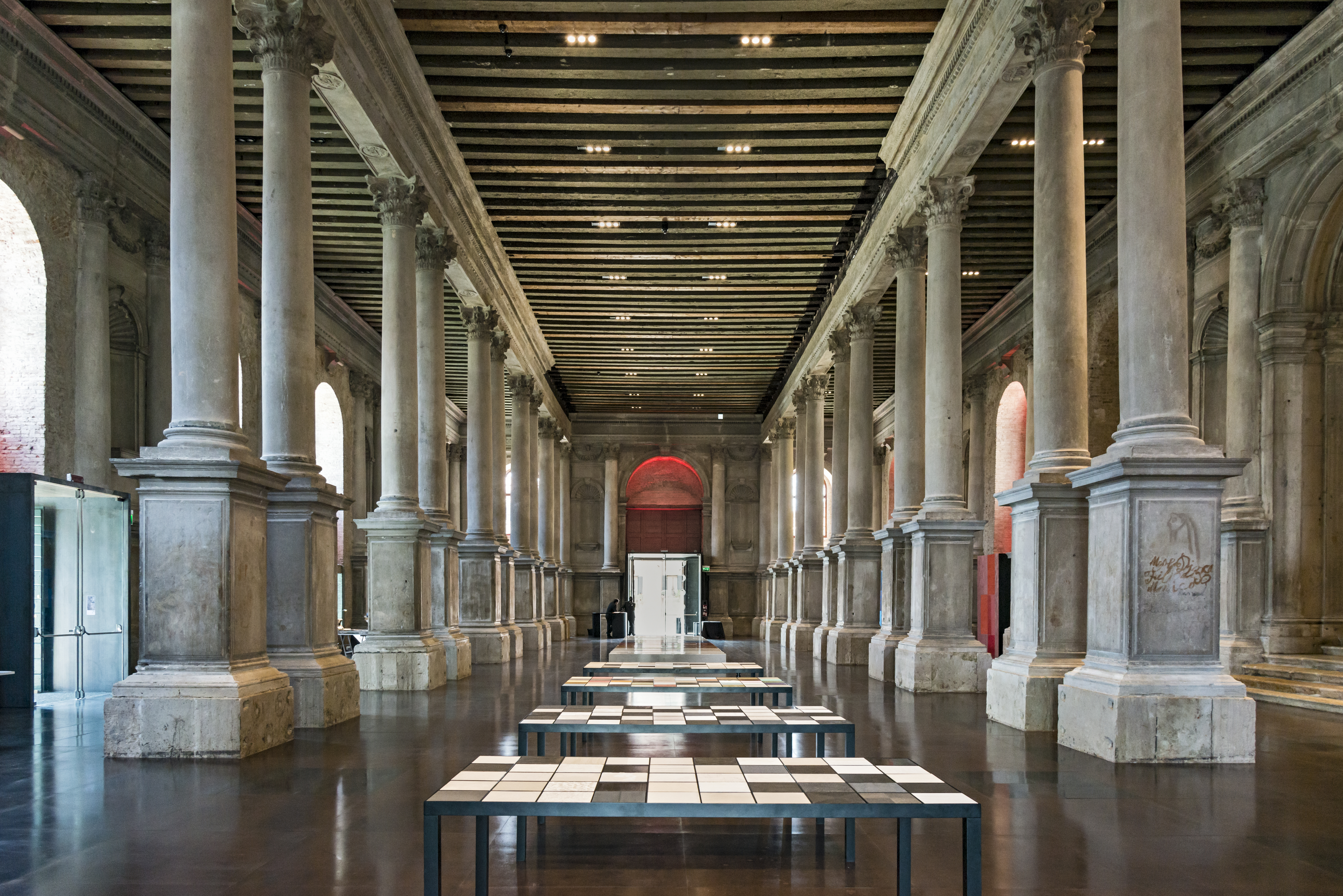
Sala piano terra
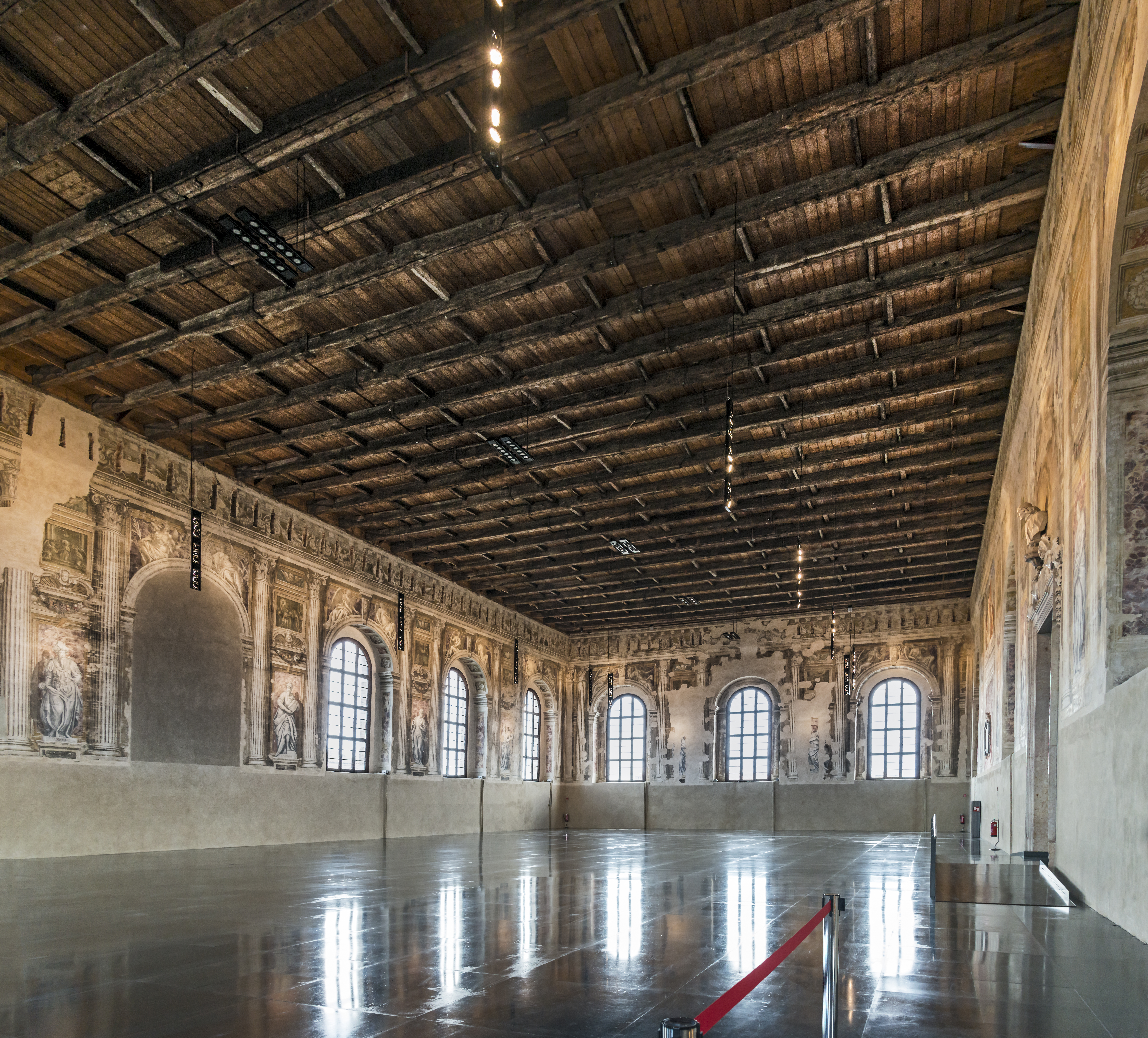
Sala primo piano
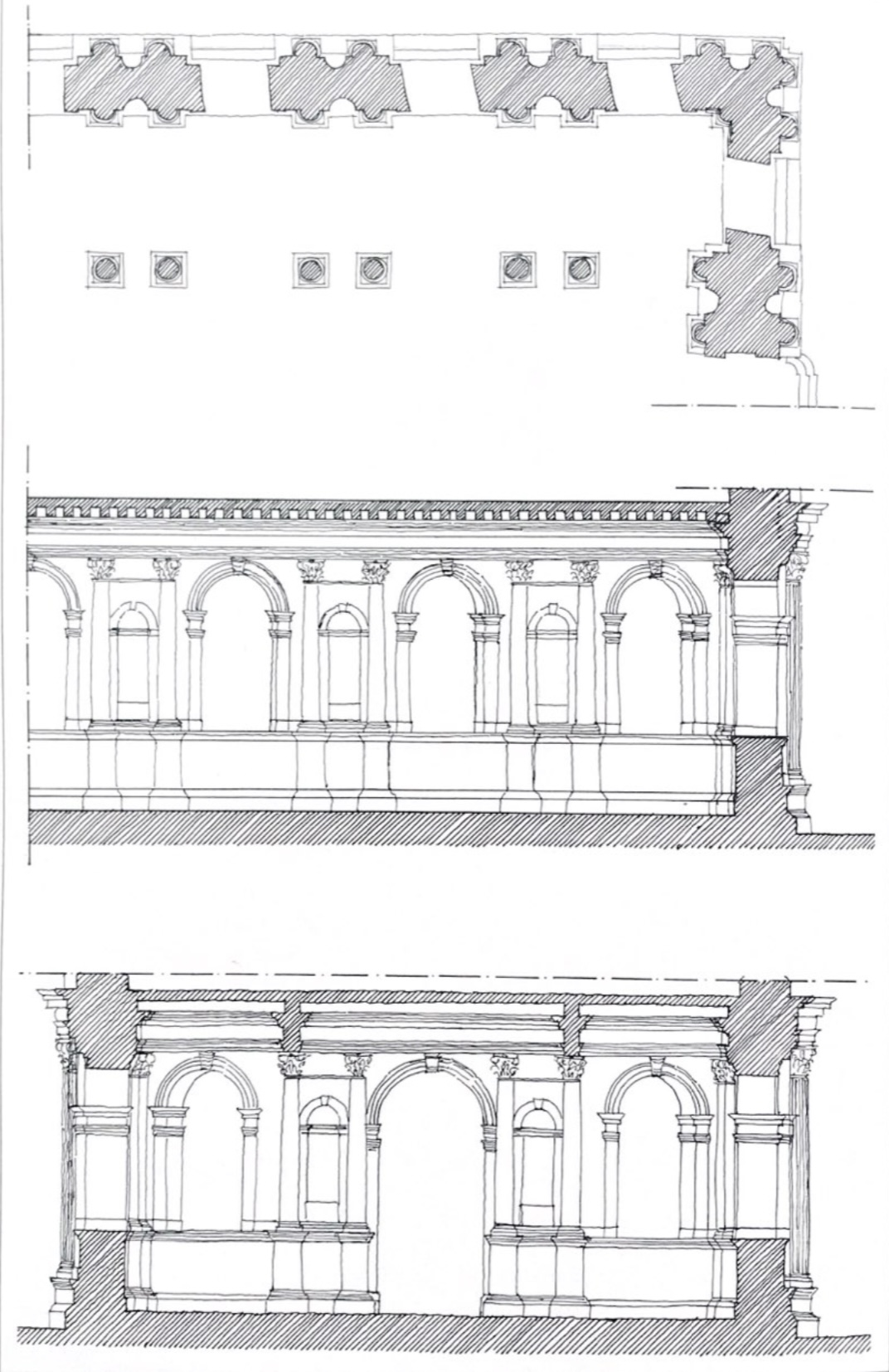
Sezione interna
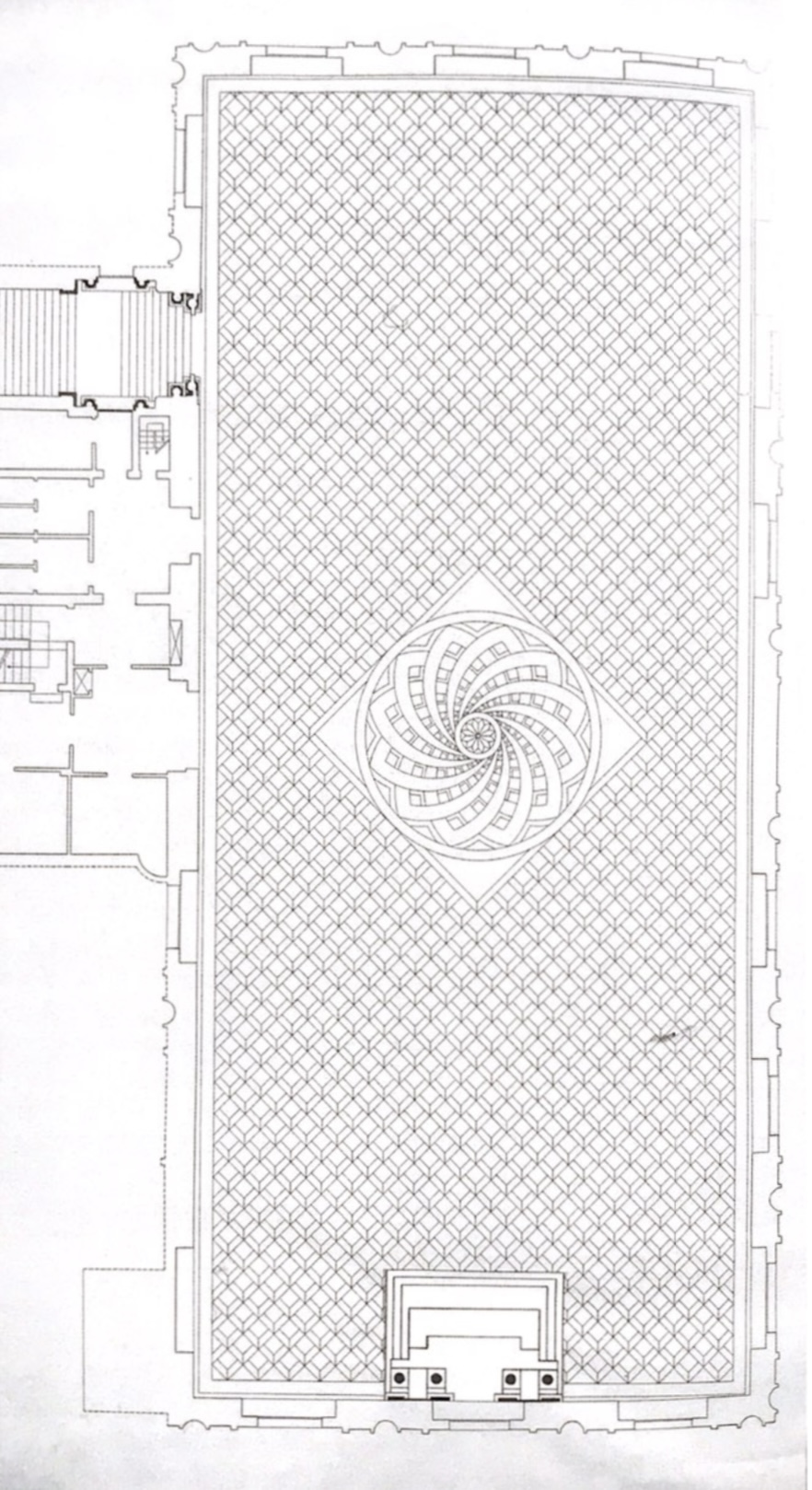
Pavimentazione al primo piano
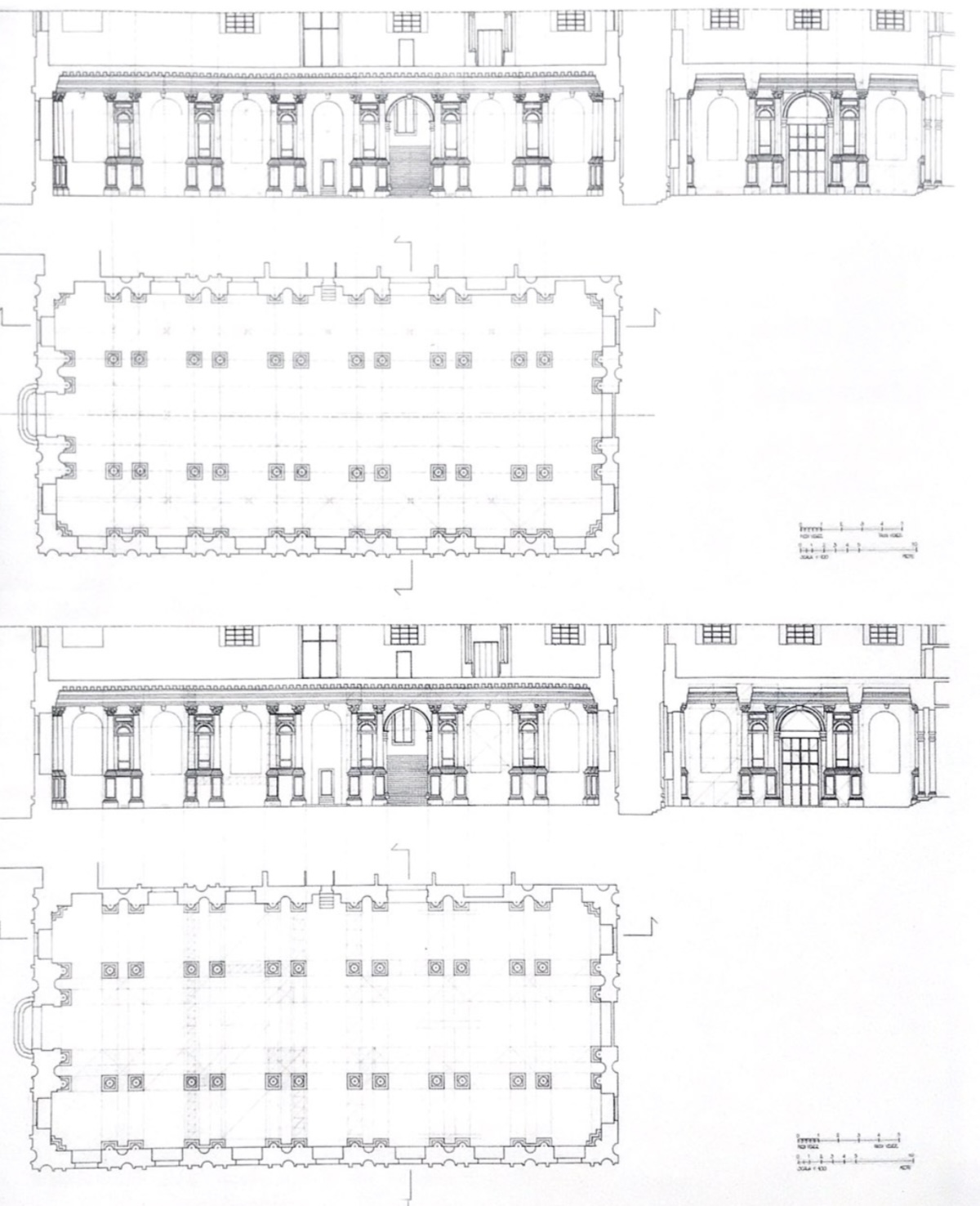
Pianta e sezione interna